# Elezioni parlamentari a Malta del 2017
Le elezioni parlamentari a Malta del 2017 si tennero il 3 giugno per il rinnovo del Parlamento. 
Le consultazioni ebbero luogo in anticipo rispetto alla scadenza naturale della precedente legislatura, fissata per il 2018: il voto fu anticipato per volontà del Primo ministro Joseph Muscat, che annunciò tale decisione durante una manifestazione del Partito Laburista per la Festa del lavoro, motivandola con la volontà di salvaguardare la stabilità economica . L'opposizione ha denunciato le elezioni anticipate come tentativo di insabbiare lo scandalo relativo ai Panama Papers.
I risultati elettorali hanno riconfermato al governo il Partito Laburista maltese, con il 55% dei voti.
L'affluenza alle urne è stata del 92% (-1% rispetto al 2013).

## Risultati
| Liste                       | Voti    | %     | Seggi |
| --------------------------- | ------- | ----- | ----- |
| Partito Laburista           | 170 976 | 55,04 | 37    |
| Forza Nazionale (PN-PD)     | 135 696 | 43,68 | 30    |
| Alternativa Democratica     | 2 564   | 0,83  | –     |
| Movimento Patrioti Maltesi  | 1 117   | 0,36  | –     |
| Alleanza per il Cambiamento | 221     | 0,07  | –     |
| Indipendenti                | 91      | 0,03  | –     |
| Totale                      | 310 665 | 100   | 67    |

## Sondaggi
| 28 maggio                                                                                 | MaltaToday                                                   | 52.2 | 46.9 | 0.9 | con PN | 0.0 | 5.3      |
| 21 maggio                                                                                 | MaltaToday                                                   | 51.9 | 47.3 | 0.8 | con PN | 0.0 | 4.6      |
| 21 maggio                                                                                 | Malta Independent                                            | 40.1 | 30.5 | 0.3 | con PN | 0.4 | 9.6      |
| 14 maggio                                                                                 | MaltaToday                                                   | 52.0 | 47.0 | 0.6 | con PN | 0.4 | 5.0      |
| 14 maggio                                                                                 | Malta Independent                                            | 52.9 | 43.9 | 2.4 | con PN | 0.8 | 9        |
| 12 maggio                                                                                 | Xarabank                                                     | 50.6 | 48.0 | 1.4 | con PN | 0.0 | 2.6      |
| 7 maggio                                                                                  | MaltaToday                                                   | 51.9 | 47.5 | 0.4 | con PN | 0.2 | 4.4      |
| 7 maggio                                                                                  | Malta Independent                                            | 53.1 | 46.0 | 0.6 | con PN | 0.4 | 7.1      |
| 1 maggio 2017: Il primo ministro Joseph Muscat annuncia la convocazione di nuove elezioni |                                                              |      |      |     |        |     |          |
| 30 aprile                                                                                 | MaltaToday                                                   | 51.0 | 46.0 | 1.1 | 1.1    | 0.7 | 5        |
| marzo                                                                                     | MaltaToday                                                   | 51.0 | 45.1 | 1.6 | 1.2    | 1.2 | 5.9      |
| 2017                                                                                      |                                                              |      |      |     |        |     |          |
| novembre                                                                                  | MaltaToday                                                   | 49.2 | 43.9 | 3.2 | 2.0    | 1.5 | 5.3      |
| settembre                                                                                 | MaltaToday                                                   | 48.7 | 44.5 | 3.3 | 2.3    | 1.2 | 4.2      |
| maggio                                                                                    | MaltaToday                                                   | 47.7 | 46.0 | 3.4 | 2.3    | 0.6 | 1.7      |
| 24 aprile                                                                                 | Malta Independent                                            | 47.0 | 42.2 | 4.0 | 6.0    | 1.0 | 4.8      |
| 7–10 marzo                                                                                | MaltaToday Archiviato il 10 maggio 2017 in Internet Archive. | 49.7 | 48.4 | 1.9 |        | 0.0 | 1.3      |
| 17 gennaio                                                                                | MaltaToday                                                   | 51.4 | 47.0 | 1.5 |        | 0.0 | 4.4      |
| 2016                                                                                      |                                                              |      |      |     |        |     |          |
| 4 ottobre                                                                                 | MaltaToday                                                   | 51.9 | 45.3 | 2.7 |        | 0.1 | 6.6      |
| giugno                                                                                    | MaltaToday                                                   | 52.6 | 44.0 | 2.9 |        | 0.5 | 8.6      |
| marzo                                                                                     | MaltaToday                                                   | 54.7 | 41.9 | 3.4 |        | 0.0 | 12.8     |
| gennaio                                                                                   | MaltaToday                                                   | 56.1 | 40.5 | 3.1 |        | 0.4 | 14.8     |
| 2015                                                                                      |                                                              |      |      |     |        |     |          |
| 6–28 agosto                                                                               | Malta-Surveys                                                | 46.9 | 47.2 | 4.8 |        | 1.1 | 0.3      |
| 21–27 luglio                                                                              | Malta-Surveys                                                | 48.0 | 46.8 | 4.3 |        | 0.9 | 1.2      |
| 23–29 giugno                                                                              | Malta-Surveys                                                | 47.1 | 47.1 | 4.9 |        | 0.9 | Pareggio |
| 21–31 maggio                                                                              | Malta-Surveys                                                | 46.9 | 47.2 | 5.0 |        | 0.9 | 0.3      |
| 25 maggio 2014                                                                            | Elezioni Europee                                             | 53.4 | 40.0 | 2.9 |        | 3.6 | 13.3     |
| 19–30 aprile                                                                              | Malta-Surveys                                                | 47.9 | 46.9 | 4.2 |        | 1.0 | 1.0      |
| 15–31 marzo                                                                               | Malta-Surveys                                                | 45.8 | 49.8 | 3.4 |        | 1.0 | 4.0      |
| 12–28 febbraio                                                                            | Malta-Surveys                                                | 46.1 | 49.0 | 3.8 |        | 1.1 | 2.9      |
| 27–31 gennaio                                                                             | Malta-Surveys                                                | 47.1 | 48.4 | 3.6 |        | 0.9 | 1.3      |
| 2014                                                                                      |                                                              |      |      |     |        |     |          |
| 21–31 dicembre                                                                            | Malta-Surveys                                                | 47.0 | 49.0 | 3.0 |        | 1.0 | 2.0      |
| 26–30 novembre                                                                            | Malta-Surveys                                                | 47.9 | 48.0 | 3.2 |        | 0.9 | 0.1      |
| 26–30 ottobre                                                                             | Malta-Surveys                                                | 47.4 | 47.9 | 3.1 |        | 1.6 | 0.5      |
| 25–30 settembre                                                                           | Malta-Surveys                                                | 49.4 | 44.3 | 5.1 |        | 1.3 | 5.1      |
| 31 agosto                                                                                 | Malta-Surveys                                                | 50.0 | 46.0 | 3.0 |        | 1.0 | 4.0      |
| 31 luglio                                                                                 | Malta-Surveys                                                | 50.0 | 47.0 | 3.0 |        | 0.0 | 3.0      |
| 29 giugno                                                                                 | Malta-Surveys                                                | 50.0 | 47.0 | 2.0 |        | 1.0 | 3.0      |
| 31 maggio                                                                                 | Malta-Surveys                                                | 51.0 | 47.0 | 2.0 |        | 0.0 | 4.0      |
| 30 aprile                                                                                 | Malta-Surveys                                                | 52.0 | 46.0 | 2.0 |        | 0.0 | 6.0      |
| 9 marzo 2013                                                                              | Elezioni parlamentari                                        | 54.8 | 43.3 | 1.8 |        | 0.3 | 11.5     |